# Pátka
Pátka is een plaats (község) en gemeente in het Hongaarse comitaat Fejér. Pátka telt 1649 inwoners (2001).